# Návojná
Návojná (in tedesco Nawojna) è un comune della Repubblica Ceca facente parte del distretto di Zlín, nella regione di Zlín.